# جيمي ديفيدسون (لاعب كرة قدم)
جيمي ديفيدسون (بالإنجليزية: Jimmy Davidson)‏ (8 نوفمبر 1925 في المملكة المتحدة - 24 يناير 1996) هو مدرب كرة قدم ولاعب كرة قدم بريطاني في مركز قلب الدفاع، شارك في كأس العالم 1954. وشارك مع منتخب اسكتلندا الثانوي لكرة القدم ‏ ومنتخب اسكتلندا لكرة القدم. أما مع النوادي، فقد لعب مع نادي بارتيك ثيسل وCaledonian F.C. ‏ ورابطة كرة القدم الاسكتلندية الحادية عشر ‏.

## مسيرته الكروية
لعب جيمي ديفيدسون خلال مسيرته الاحترافية مع نادِ واحدٍ في أربعة عشر موسمًا وسجل خلالها 29 هدفًا ضمن 274 مباراة. ولم يفز بأي موسم بالكأس أو بالدوري.
خاض جيمي ديفيدسون مسيرته مع نادي بارتيك ثيسل في موسم 1946–47 ليلعب معه أربعة عشر موسمًا، مشاركًا في 274 مباراة سجل خلالها 29 هدفًا.

## وصلات خارجية
- جيمي ديفيدسون على موقع الاتحاد الدولي (مؤرشف)  (الإنجليزية)
- جيمي ديفيدسون على موقع الاتحاد الإسكتلندي (الإنجليزية)
- جيمي ديفيدسون على موقع قاعدة بيانات كرة القدم.إي يو (الإنجليزية)
- جيمي ديفيدسون على موقع بيانات كرة القدم. دي إي (الألمانية)
- جيمي ديفيدسون على موقع ناشيونال فوتبول تيمز (الإنجليزية)
- جيمي ديفيدسون على موقع Soccerway.com (الإنجليزية)
- جيمي ديفيدسون على موقع عالم كرة القدم.نت (الإنجليزية)